# Anistreplase
Anistreplase é um fármaco que atua como trombolítico.